# 中込修
中込 修（なかごめ　おさむ、1947年7月14日 - ）は、日本の実業家。神奈川大学経済学部貿易学科卒業、東亜港湾工業株式会社(東亜建設工業)海外事業部シンガポール事務所長、国際事業部長等を経て、東亜建設工業株式会社代表取締役副社長。

## 略歴
- 1947年（昭和22年）7月14日神奈川県生まれ
- 1970年（昭和45年）3月 神奈川大学経済学部貿易学科 卒業
- 1970年（昭和45年）4月 東亜港湾工業株式会社（1973年（昭和48年）12月、東亜建設工業株式会社と改称） 入社
- 1994年（平成6年）4月 東亜建設工業株式会社 海外事業部営業部長
- 1995年（平成7年）3月 東亜建設工業株式会社 海外事業部シンガポール事務所長
- 1999年（平成11年）1月 東亜建設工業株式会社 国際事業部副事業部長
- 2001年（平成13年）4月 東亜建設工業株式会社 国際事業部長
- 2003年（平成15年）6月 東亜建設工業株式会社 執行役員 国際事業部長
- 2005年（平成17年）6月 東亜建設工業株式会社 執行役員常務 国際事業部長
- 2007年（平成19年）6月 東亜建設工業株式会社 執行役員専務 国際事業部長
- 2008年（平成20年）6月 東亜建設工業株式会社 取締役兼執行役員専務 国際事業部長
- 2010年（平成22年）　東亜建設工業株式会社 代表取締役兼執行役員副社長[1]。

## エピソード
2012年1月30日、一般財団法人国際臨海開発研究センター主催で、日本の建設産業の海外展開を推進する上で課題となっている人材養成を考える「国際人材養成シンポジウム」を開催した際には「国際人材養成と東亜建設工業の取組み」と題して発表を行った。